# Cần Thơ
Cần Thơ ( →kiejtve←) város Vietnám déli részén, Ho Si Minh-várostól 140-170 km-re délnyugatra, a Mekong folyó deltájában. Vietnám negyedik legnagyobb városa és a legnagyobb város a deltában.
Magyar testvérvárosa Kaposvár.
Folyami kikötő. 
Nevezetes az úszópiacairól, a környék rizspapírgyártó falvairól és a festői csatornáiról. 
A várost vízi utak hálózata köti össze a delta rizsföldjeivel.

## Látnivalók
- Phong Dien-úszópiac [4]
- Cai Rang-úszópiac [4]
- Ong-templom (kínai) [4]
- Munireangsey pagoda [4]
- Can Tho Múzeum  [4]
- Bang Lang (madármenedékhely)  [4]

## Közlekedés

### Légi
2011-ben nemzetközi forgalmú reptér nyílt mellette: Cần Thơ nemzetközi repülőtér.